# Universidade de Arezzo
A Universidade de Arezzo ou, nas suas formas portuguesas, de Arezo ou de Arécio (Studium Aretino) é uma antiga universidade fundada em 1215 e localizado na cidade de Arezzo na Toscana região da Itália, desde que foi ultrapassada pelas novas universidades italianas. Ela foi reconhecida como um studium generale desde o início no século XIII.